# Гел Мор
Гел Мор (англ. Hal Mohr, власне Harold Leon Mohr, 2 серпня 1894, Сан-Франциско — 10 травня 1974, Санта-Моніка) — американський кінооператор.

## Біографія
Свою першу стрічку (документальну) зняв у 1912 році. Почав працювати в Голлівуді в 1915 Учасник Першої світової війни. Після війни рік провів в Парижі, повернувся в США в 1919 році. З 1921 року — головний оператор. Зняв понад 140 фільмів.
Дружина — актриса Евелін Венейбл.

## Вибрана фільмографія
- 1927 — Співак джазу
- 1928 — Весільний марш (Еріх фон Штрогейм)
- 1928 — Медовий місяць (Еріх фон Штрогейм, не закінчений і втрачений)
- 1928 — Ноїв ковчег (Майкл Кертіс)
- 1930 — Король джазу
- 1931 — Перша шпальта (Льюїс Майлстоун)
- 1933 — Ярмарок штату (Генрі Кінг)
- 1933 — Закоханий диявол (Вільям Дітерле)
- 1935 — Сон літньої ночі (Макс Рейнхардт, Вільям Дітерле, премія Оскар за найкращу операторську роботу)
- 1935 — Одіссея капітана Блада (Майкл Кертіс)
- 1936 — Мрець що розгулює (Майкл Кертіс)
- 1939 — Дестро знову в сідлі (Джордж Маршалл)
- 1943 — Варта на Рейні (також режисер)
- 1943 — Привид опери (премія Оскар за найкращу операторську роботу)
- 1944 — Я кохаю тебе, Сан-Дієго
- 1950 — Жінка в бігах (Норман Фостер)
- 1951 — Ліжко з балдахіном (Ян де Хартог)
- 1951 — Вирішальна ніч (Джозеф Лоузі)
- 1952 — Горезвісне ранчо (Фріц Ланг)
- 1953 — Дикун (Ласло Бенедек)

## Визнання
Дворазовий лауреат премії Оскар за найкращу операторську роботу (1935, 1943). Очолював Американське суспільство кінооператорів (1930—1931, 1963—1965, 1969—1970). Зірка на Голлівудській «Алеї Слави» (1960).